# Colline du crack
Pour les articles homonymes, voir Colline (homonymie) et Crack.
La colline du crack est le nom donné à un campement de consommateurs et de trafiquants de crack — un stupéfiant hautement addictif — situé près de la porte de la Chapelle, dans le nord de Paris, depuis le début des années 2000. 
Son nom provient d'un séparateur un peu escarpé, situé sur l'échangeur de la porte de la Chapelle, où de nombreux toxicomanes trouvèrent refuge après avoir été chassés de la place Stalingrad.

## Historique
Emblème de la crise du crack à Paris, ce terrain vague était devenu le point de rendez-vous principal des dealers et des consommateurs de crack,, où des centaines de toxicomanes squattaient nuit et jour et où, en 2023, après avoir été évacués une dernière fois en 2019,  certains squattent à nouveau et tiennent un marché de la drogue.

### Évacuations incessantes et déplacement continuel du problème
Évacués plus d’une quinzaine de fois depuis leur installation au début des années 2000, les « crackers » déplacés une dernière fois en 2019 par les forces de l'ordre migrèrent un temps autour de la gare Rosa-Parks. En mai 2021, les conflits les opposant aux riverains devenant de plus en plus nombreux, la Mairie de Paris et l’État les transférèrent dans les jardins d'Éole, un parc du 18e arrondissement.
Après plusieurs mois d'échauffourées avec les voisins, ils furent une fois de plus délogés et se regroupèrent cette fois rue Riquet, de l'autre côté des grilles des mêmes jardins, jusqu’à ce qu'en septembre de la même année, ils soient évacués une fois de plus, et que la Préfecture de police les emmène en bus au square de la Porte-de-la-Villette, un espace vert qui longe le périphérique,. Dans la foulée, pour s'opposer à ce que des toxicomanes puissent se rendre directement vers les quartiers proches d'Aubervilliers et de Pantin, les autorités bloquèrent le tunnel qui permettait de s'y rendre en y bâtissant un mur, bientôt baptisé « le mur de la honte ». 
Bien que selon Marc Guillaume, le préfet de la région Ile-de-France et Didier Lallement, le préfet de police, le mur constitue « une indispensable protection des habitants de Pantin », cette mesure fut critiquée car elle nuit à la circulation des habitants de ces quartiers, sans pour autant que ceux-ci soient efficacement protégés des nuisances des toxicomanes, ces derniers pouvant toujours franchir le périphérique par d'autres itinéraires.
En 2023, après l'évacuation de nouveaux lieux de consommation, « on est revenu au point de départ », notent les habitants du nord-est parisien, les consommateurs de crack revenant  vers leurs anciens points de deal.
Toutefois, en 2024, dans la perspective des Jeux olympiques, il semblerait que certains consommateurs soient relogés dans des villes de province comme Orléans,,.

## «Porosité» avec les migrants

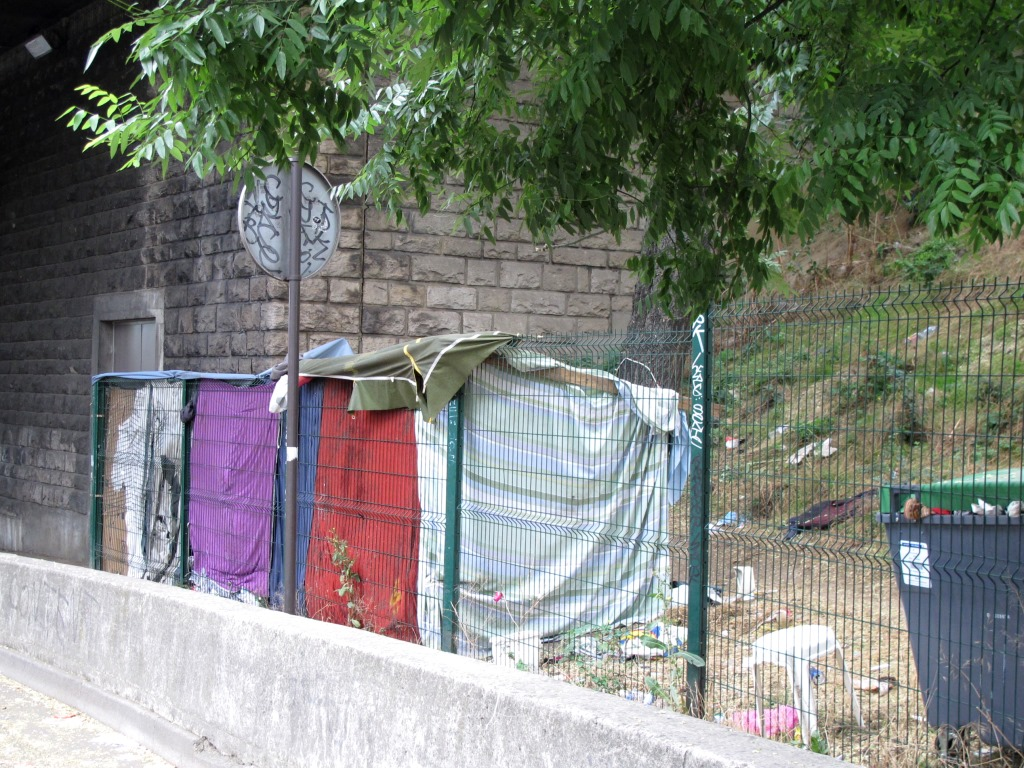
Campements de migrants sur la colline du crack, en juin 2017.

Par le passé, pendant la crise migratoire en Europe, certaines associations d'aide aux migrants se sont inquiétées de la proximité de la « colline du crack » avec les campements de migrants, constatant « une porosité » entre les deux publics.
La situation de grande précarité de certains migrants les expose à une première prise de stupéfiants — parfois offerte par des trafiquants —, entraînant une dépendance rapide,.